# Dyomyx egistoides
Dyomyx egistoides là một loài bướm đêm trong họ Noctuidae.